# Lambda Centauri
Lambda Centauri is een ster in het sterrenbeeld Centaur. De ster is een reuzenster die niet vanuit de Benelux te zien is. De ster heeft een spectraalklasse van B8 III, wat betekent dat de ster een reuzenster is.